# Alan J. Dixon
Alan J. Dixon (Belleville, 1927. július 7. – Fairview Heights, 2014. július 6.) az Amerikai Egyesült Államok szenátora (Illinois, 1981–1993).